# Cneoranidea parasinica
Cneoranidea parasinica es un coleóptero de la familia Chrysomelidae.
Fue descrita científicamente en 2005 por Zhang & Yang.